# Eilema plumbeola
Eilema plumbeola là một loài bướm đêm thuộc phân họ Arctiinae, họ Erebidae.